# スタントダブル
スタントダブルとは、ボディダブルとスタントマンを掛け合わせたものであり、具体的には、映画やビデオの中で、ビルから飛び降りたり、車から車に乗り移ったりするような危険なシーンや、その他の高度なスタント（特に格闘シーン）に使用される熟練した代役のことである。スタントダブルは、俳優の体調や年齢によってアクションができない場合や、俳優が契約上、特定の危険を冒すことを禁じられている場合に使用される。ダンスダブルは、キャラクターの役柄の中で、危険なダンスや身体的に困難なダンスの部分を演じる。
スタントダブルは、スタントのためだけにスタントを行う向こう見ずな人たちとは区別されるべきであり、しばしば仕事として行われる。シーケンスによっては登場人物と同じような生死にかかわる危険な状況にスタントダブルを置かないことも多い。例えば、ハーネスやワイヤーで安全を確保したうえでスタントを行い、それらは最終的にデジタル編集で消してしまう。
多くのスタントダブルは、スター俳優と契約している「サポートクルー」の一員として、料理人、トレーナー、着付け師、アシスタントなどと一緒に、長いプロダクションキャリアを積んでいる。多くの場合、スタントダブルは、スクリーン上の俳優であるという錯覚を維持するために、それぞれの俳優に似せる必要がある。エディ・マーフィ、ジョン・ウェイン、ハリソン・フォード、スティーヴ・マーティン、サルマーン・カーン、マイケル・ランドンなどのスタントダブルは、何十年もの間、主役となる俳優と関係が続くことになる。
俳優の中には、自分でスタントを行っている人もいる。千葉真一やジャッキー・チェンはよく知られており、武術スターで映画のパートナーでもあるユン・ピョウやサモ・ハン・キンポー、トニー・ジャーなどもそうである。インドの俳優Jayanは、非常に危険なスタントを自らが行っていたが、ヘリコプターを使ったスタントを行った際に事故で亡くなった。アクシャイ・クマールもまた、危険なものも含めてすべてのスタントを自分で行っている。『マイティ・モーフィン・パワーレンジャー』のデビューシーズンに出演したオリジナル俳優のうち、全員ではないが何人かは、レンジャースーツを着たり脱いだりして、アクションや戦闘シーンのスタントを自ら行った。しかし、これは俳優の怪我の原因となったため、後のフランチャイズでは一般的に行われていない。ジェイソン・デビッド・フランクは、自身もスタントマンとして活躍しており、オリジナルシーズンではレンジャーとして出演している。
スタントダブルからキャリアをスタートさせた俳優もいる。『レイジータウン』のキャラクターである二代目Sportacusを演じたDyri Kristjanssonは、初代俳優Magnús Schevingのスタントダブルとしてキャリアをスタートさせた。『ドラゴン・テイルズ』のキャシーの声で知られる声優のChantal Strandは、双子の妹Michelleと一緒に映画『Look Who's Talking Now』のスタントからキャリアを始めた。
スタントダブルは、俳優が法的に必要なクラスの免許を持っていない場合にも使用される。例えば、『フル・スロットル 烈火戦車』でのアンディ・ラウのバイクシーンは、アンディ・ラウがバイクの免許を持っていないため、すべて監督が行っている。その証拠に、アンディ・ラウはコンサートでオートバイを使ってパフォーマンスをしているが、エンジンはかかっていない。
人間以外でも、スタントダブルを持つことが知られている。例えば、シットコム『そりゃないぜ!? フレイジャー』では、Enzoという犬が高齢となったムースのスタントダブルを務めていた。『Wishbone』のジャック・ラッセル・テリアのサッカーは、泳ぐのが嫌いだったので、スタントダブルを使っていたと言われている。

## 参照
- 俺たち賞金稼ぎ!!フォール・ガイ